# Letiště Křižanov
Letiště Křižanov (LKKA), nacházející se asi 3 km jihovýchodně od městyse Křižanov u silnice I/38 směrem na obec Ořechov a město Velká Bíteš, je sportovní letiště provozované Aeroklubem Křižanov z. s. 
Na letišti je poskytována letištní letová informační služba (anglicky Aerodrome Flight Information Service; AFIS) na Křižanov RADIO na frekvenci 133,155 MHz ATZ.
Na letišti probíhá v letním období častý víkendový bezmotorový provoz a občasný provoz přes týden, za dobrého počasí i bezmotorový, jinak nejčastěji motorový, protože je letiště využíváno i leteckou školou Elmotex Air k výcviku motorových pilotů.